# میشیما، کاگوشیما
میشیما، کاگوشیما (به لاتین: Mishima, Kagoshima) یک منطقهٔ مسکونی در ژاپن است که در Kagoshima District واقع شده‌است. میشیما ۳۱٫۳۶ کیلومترمربع مساحت و ۳۸۳ نفر جمعیت دارد.